# Burgstall Niederzwehren
Der Burgstall Niederzwehren ist eine abgegangene Burg im Kasseler Stadtteil Niederzwehren in Nordhessen.
Die nicht mehr exakt lokalisierbare Burg wird südöstlich nahe der Kirche, wo später der Perlenhof lag, vermutet.. Laut Alois Holtmeyer waren vermutlich die Herren von Zwehren (von Twerne), die von der Mitte des 13. Jahrhunderts bis zur Mitte des 14. Jahrhunderts im Ort als Grundbesitzer urkundlich nachgewiesen sind und wohl erst im 16. Jahrhundert ausstarben,  die Besitzer der Burg.